# Tom Jones (roman)
 For alternative betydninger, se Tom Jones (flertydig). (Se også artikler, som begynder med Tom Jones)
Tom Jones (en. The History of Tom Jones, a Foundling) er en roman fra det 18. århundredes England om et hittebarns brogede og omskiftelige liv til hans rette identitet opdages.
Romanen er skrevet af den engelske forfatter Henry Fielding og blev udgivet første gang den 28. februar 1749.
Romanen er inddelt i 18 mindre bøger, flere er ikke relateret til hovedhandlingen

## Ekstern henvisning
- The History of Tom Jones, a Foundling fra LibriVox

| Bog | Spire Denne artikel om bøger og tidsskrifter er en spire som bør udbygges. Du er velkommen til at hjælpe Wikipedia ved at udvide den. |